# カンパノラ
カンパノラ（英称:CAMPANOLA）は、2000年に誕生したシチズン時計が販売している腕時計の高級ブランドである。

## 製品

### メカニカルコレクション
スイスのラ・ジュー・ペレ (La Joux-Perret SA) 社の機械式ムーブメントを搭載した腕時計である。時計職人がひとつひとつ部品を組み上げている。他にはクロノグラフや会津漆の伝統工芸士の儀同哲夫が制作している漆文字板のコレクション等がある。

### コンプリケーション
100年前にも100年後にも飛べる特殊な機能があるパーペチュアルカレンダーが特徴の腕時計。時を音で告げるミニッツリピーター、ムーンフェイズ、クロノグラフ、複雑時計のメカニズムを搭載したモデルがある。

### コスモサイン
天空の星の動きや月の満ち欠けを文字板上にリアルタイムで再現している腕時計。

### エコ・ドライブ
シチズンのエコ・ドライブを搭載した腕時計。フレキシブル・ソーラーというモデルは文字板の見返し部分にあるリング状のソーラーセルで光を吸収して発電する機能があるフレキシブルソーラーのムーブメントを搭載。 宇宙の壮大な風景をデザインされている。12時位置のサブダイヤルは電気鋳造で太陽の輝きと6時位置のサブダイヤルは宇宙船の窓から眺める風景を漆の技法で表現されている。

### ムーンフェイズ
ムーンフェイズ機能が搭載している腕時計であり、月の満ち欠け、月の波動、海面の波を思わせる文様を文字板に表現している。